# 什昆賓河
什昆賓河，是阿爾巴尼亞的河流，位於該國中東部，發源自瓦拉馬拉山東部，最終在羅戈日內以西15公里注入亞得里亞海，河道全長181公里，流域面積2,444平方公里。